# Donkere marmerbladroller
De donkere marmerbladroller (Apotomis sauciana) is een vlinder uit de familie bladrollers (Tortricidae). De wetenschappelijke naam is voor het eerst geldig gepubliceerd in 1828 door Frolich.
De soort komt voor in Europa.